# Medaka Box
Medaka Box (めだかボックス Medaka Bokkusu?) es un manga shōnen escrito por Nisio Isin e ilustrado por Akira Akatsuki. La serie nos muestra al Consejo Estudiantil, originalmente compuesto por Medaka Kurokami (Presidente) y Zenkichi Hitoyoshi (Encargado de Asuntos Generales), durante sus aventuras por cumplir las sugerencias realizadas por los estudiantes de la Academia Hakoniwa.
Medaka Box fue serializado en la popular revista semanal japonesa Weekly Shonen Jump publicada por Shūeisha, desde mayo de 2009 hasta abril de 2013. Shueisha ha recopilado sus 192 capítulos (más 2 capítulos especiales de Good Looser Kumagawa no numerados) en 22 tomos. Su adaptación al anime, a cargo del estudio GAINAX, resultó en una serie de televisión que se emitió desde la primavera de 2012 hasta inicios del 2013. En ese tiempo, se emitieron 2 temporadas del anime con 11 capítulos más 1 especial al final de cada una, con lo que la serie actual suma un total de 24 episodios.

## Argumento
La historia sigue a Medaka Kurokami, una estudiante perfecta de primer año; de perfecto cuerpo, de perfectas notas, de perfecto carácter, que es elegida presidenta del Consejo de Estudiantes de la Academia Hakoniwa con el 98% de los votos. En su mandato, ella instaura una caja de sugerencias, en donde el alumnado de la academia podía hacer llegar sus problemas. Con la ayuda de su amigo de la infancia, Zenkichi Hitoyoshi, y con los demás miembros del consejo, como Kouki Akune (Secretario) y Mogana Kikaijima (Tesorera), se ocupan de cumplir con estas solicitudes para hacer de su escuela un lugar mejor.
A lo largo de los capítulos se ve cómo es que la historia comienza a desatar nudos para dar inicio a lo que sería la trama principal. Medaka y sus compañeros se ven inmersos en una conspiración de siglos atrás, un proyecto fúnebre de la escuela, por lo que deben luchar contra estudiantes, estudiantes de intercambio, ex-estudiantes, clubes, profesores, contra el director y sus poderes sobre-humanos que atentan contra la vida y paz de la Academia Hakoniwa.

## Personajes

### Consejo estudiantil
- Medaka Kurokami (黒神 めだか, Kurokami Medaka)

Seiyū: Megumi Toyoguchi (vomic), Aki Toyosaki (anime)
Es la protagonista de la serie. Es una estudiante "perfecta" de primer año de la Academia Hakoniwa perteneciente a la clase 13 y la 98.ª Presidenta del Consejo Estudiantil. Considera que su propósito en la vida es el ayudar a los demás; tiende a amar a toda la humanidad por igual y le gustan los animales aunque lastimosamente ellos a ella no. Es una Anormal y su plus se llama 完成 （ジ エンド） (Ji Endo "THE END"?). Tiene el cargo de Presidenta en el Consejo Estudiantil. Es capaz de cambiar su aspecto (lo que más cambia es su pelo) para cambiar sus fortalezas a otro estilo de lucha y llega a usar una técnica denominada Kurokami Phantom, con la cual es capaz de moverse a diferente tiempo de lo que es capaz uno de ver, oír e incluso sentir.
- Zenkichi Hitoyoshi (人吉 善吉, Hitoyoshi Zenkichi)

Seiyū: Hiroshi Kamiya (vomic), Yūki Ono (anime)
El amigo de la infancia de Medaka Kurokami y estudiante de primer año de la clase 1. La acompaña desde los dos años de edad y fue la persona que le dio razón a su vida. Zenkichi, a diferencia de su amiga, es un Normal, sin embargo ha demostrado a lo largo de la serie que con el trabajo duro, determinación y esfuerzo se puede lograr grandes resultados, llegando a considerarse un Normal Anti-Anormales. Es un estudiante de primer año de la Academia Hakoniwa perteneciente a la clase 1. Tiene el cargo de Encargado de Asuntos Generales en el Consejo Estudiantil.
- Kouki Akune (阿久根 高貴, Akune Kouki)

Seiyū: Daisuke Namikawa
Estudiante de segundo año de la Academia Hakoniwa perteneciente a la clase 11. Es un Especial con destreza en Judo y es rival de Zenkichi Hitoyoshi por el amor de Medaka. En su pasado era un delincuente juvenil, conocido por agredir gravemente a varios alumnos de su escuela, la Escuela Secundaria Suisou. Fue uno de los peones del expresidente Kumagawa y fue el primer reformado por Medaka. Puede lograr todo tipo de llaves, movimientos y realizar toda técnica del Judo como producto de su habilidad. Tiene el cargo de Secretario en el Consejo Estudiantil.
- Mogana Kikaijima (喜界島 もがな, Kikaijima Mogana)

Seiyū: Ai Kayano
Estudiante de primer año de la Academia Hakoniwa perteneciente a la clase 11. Es una Especial con destreza en natación y mejor amiga de Medaka Kurokami. Su pasado se ve envuelto por la pobreza y la marginación, por lo que en su deseo de superación liga el tener dinero como razón de vida. "Vivir, desvivir y morir por el dinero" es la frase que alguna vez ella idealizaba; esto cambia cuando conoce a la presidenta del consejo estudiantil, dando un cambio en su vida para bien. Con sus pulmones puede lograr gigantescas ondas de sonido y hacer de su voz un cañón de ondas sonoras, como producto de su habilidad. Dice poder aguantar un mes sin respirar. Tiene el cargo de Tesorera en el Consejo Estudiantil.
- Hansode Shiranui (不知火 半袖, Shiranui Hansode)

Seiyū: Emiri Kato (vomic, anime)
Estudiante del primer año de la Academia Hakoniwa perteneciente a la clase 1, aunque no es hasta después que es cambiada a la clase -13 por la llegada de Misogi Kumagawa. Shiranui es la mejor amiga de Hitoyoshi Zenkichi, la enemiga de Medaka Kurokami y la nieta del Director de la Academia, Hakama Shiranui. Es una Minus alegre, sarcástica, glotona y el apoyo del Consejo Estudiantil. Su minus es "Real Eater".
- Misogi Kumagawa (球磨川 禊, Kumagawa Misogi)

Seiyū: Megumi Ogata
Estudiante de intercambio de tercer año de la Academia Hakoniwa perteneciente a la clase -13. Es un Minus conocido por ser aquel que nunca puede ganar (Good Loser). En el pasado, fue expulsado de la Escuela Secundaria Suisou tras ser acusado por Medaka Kurokami de ser la cabeza detrás de los destrozos y la desesperanza vivida en la misma. Llega a la Academia de Medaka con el objetivo de venganza por lo que le hizo en el pasado, destrozar la escuela, eliminar al alumnado y con ello eliminar el propósito de vida de ella. Tiene el cargo de Vicepresidente en el Consejo Estudiantil. Su minus es "ALL FICTION, Hundred Guantles & Book Maker".
- Najimi Ajimu (安心院 なじみ, Ajimu Najimi)

Seiyū: Nana Mizuki
Estudiante de intercambio de primer año de la Academia Hakoniwa perteneciente a la clase 0. Es una Not-Equal conocida por el nombre de Anshin'in-san. Es poseedora de un total de 12.858.051.967.633.865 habilidades, entre desventajas y ventajas. Fue la mejor amiga de Medaka Kurokami en la Escuela Secundaria Suisou y fue asesinada a manos de Misogi Kumagawa, razón por la cual Medaka perdió el control. Es fundadora de la Academia Hakoniwa, creadora del Plan Matraz y líder de los Not-Equals.

### Thirteen Party
- Shigusa Takachiho (高千穂 仕種 Takachiho Shigusa)

Seiyū: Kenji Nomura
Anormal de tercer año de la clase 13 y experto boxeador que usa el Auto-piloto, haciendo que todos sus movimientos en combate sean actos reflejos. Su objetivo en la vida es encontrar alguien que sea capaz de rozarle durante una pelea.
- Kei Munakata (宗像 形 Munakata Kei)

Seiyū Hiroshi Kamiya
Anormal de tercer año de la clase 13 y estratega que dice sentir unas ganas de asesinar por cualquier motivo. Tiene la habilidad de esconder armas en cualquier parte de su cuerpo.
- Youka Naze (名瀬 夭歌 Naze Youka)

Seiyū Miyuki Sawashiro
Anormal tsundere de segundo año de la clase 13 y supervisora del Plan Matraz. Siempre lleva unas vendas en la cara que sujeta clavándose un cuchillo. Bajo esas vendas esconde un rostro muy hermoso. Su verdadera identidad es Kujira Kurokami (黒神くじら), la hermana de Medaka, la cual abandonó el hogar porque decía que su destino era hacerse sentir infeliz toda su vida.
- Itami Koga (古賀 いたみ Koga Itami）

Seiyū Madoka Yorezawa
Anormal de segundo año de la clase 13 con forma de chica muy atlética pero que pese a ello en verdad es una androide diseñada por Naze Youka, con la cual se hacen inseparables. Aun así, sus nervios sensitivos son muy sensibles. Debido a su complexión, es capaz de saltar hasta el techo para impulsarse hacia abajo en picado sobre sus adversarios.
- Mizō Yukuhashi (行橋 未造 Yukuhashi Mizou)

Seiyū Kana Asumi
Anormal de tercer año de la clase 13, aunque de apariencia muy joven y bajito, que es capaz de leer el pensamiento humano. Va siempre con una máscara que le cubre la cabeza. Intenta siempre vencer a sus enemigos sin infligirles dolor, ya que su lectura de mentes incluye esta misma. Acompaña siempre a Ōdo, ya que dice que es el ser más perfecto que existe y quiere llegar a compararlo con algún otro humano que no se aleje de sus características.
- Ōdo Miyakonojō (都城 王土 Miyakonojou Oudo)

Seiyū Kiyoshi Katsunuma
Anormal de tercer año de la clase 13 con un gran complejo de superioridad. Es capaz de controlar los impulsos electromagnéticos para controlarlos, esto incluye los impulsos que el cerebro usa para transmitir las órdenes al cuerpo. Su habilidad se le compara con Mizō; si la habilidad de Mizō es receptiva (leer el pensamiento), la de Ōdo es transmitiva. Su objetivo en la vida es que todos vivan para obedecer sus órdenes. Quiere casarse con Medaka, pero ante su negativa, ordena capturarla con vida para hacerle perder su memoria. Tras eso Medaka Kurokami deja de ser llamada así para convertirse en Medaka Kurokami (Rev.).

### Comité Disciplinario
- Myōri Unzen (雲仙 冥利 Unzen Myouri)

Seiyū Romi Park
Anormal de segundo año de la clase 13 que a pesar de todo solo tiene 10 años. Es miembro del comité disciplinario y usa la violencia para imponer disciplina. Usa una técnica muy temida por todos que consiste en lanzar pelotas a gran velocidad, produciendo un gran impacto. Estas pelotas son llamadas Super Ball (Super pelotas).
- Fue Yobuko (呼子 笛 Yobuko Fue)

Seiyū Ami Koshimizu
Una chica de segundo año de la clase 10 que suele acompañar a Myōri a todas partes. Suele llevar una carpeta y unas gafas consigo y no se la suele ver sonreír. No se sabe mucho sobre ella.
- Harigane Onigase (鬼瀬 針音 Onigase Harigane)

Seiyū Ayuro Oohashi
Chica de primer año de la clase 3. Tiene el pelo rosa con dos coletas. Es muy orgullosa y no duda en arrestar a cualquiera que infrinja las normas del Comité Disciplinario.

## Mentalidades
La trama gira en torno a unas etiquetas en donde toda la raza humana sin excepción puede ser abarcada. Estas "etiquetas" son conocidas como mentalidades, y varían según los traumas que los individuos hayan pasado en lo largo de sus vidas.

### Principales
- Normal: Personas que no poseen ninguna característica resaltante. Recurren al esfuerzo o trabajo duro por lograr sus metas.

- Special:  Individuos que están por encima del promedio y poseen alguna destreza, ya sea mental o física, en cierto campo. Hacer "eso" se les da tan fácil que pareciese que nacieron para serlo/hacerlo.

- Abnormal: Aquellos que son muy superiores al promedio. Debido a esto, se les consideran perfectos debido a sus habilidades. Como producto de esto: su actitud, carácter, personalidad y autoestima son altos llegando a tener complejo de superioridad. Son amados por la sociedad y por lo tanto son populares.

- Minus: Son ignorados por la sociedad debido a su carencia de habilidades o relucidez. Tienen una actitud, personalidad y autoestima baja. Viven en el desfortunio, pero sonrien a la vida para llevarles la contra. Tienen complejo de inferioridad y sus habilidades son despreciadas debido a que son peligrosas para su entorno. Se conocen tan solo 8 Minus, tres de ellos son Hansode Shiranui, Misogi Kumagawa y la hermana de Medaka, Youka Naze

- Not-Equal: Personas que vivieron tanto el sufrimiento como la gloria, son los que conocen ambas caras de la vida por lo cual suelen tener un complejo de indiferencia. Sus habilidades suelen ser absolutas. Se conocen tan solo 2 Not-Equal "reales", uno de ellos es Najimi Ajimu y el otro es Hanten Shiranui.

### Otras
- Real: Son aquellos sin propósito, las personas que creen que su vida está regida por un rumbo ya preestablecido a tal punto que solo les queda esperar. Son conocidos también como los Stylist dentro de la serie y suelen ser manipulados por un Infinity.

- Zero: Personas determinadas que hacen su propio futuro y labran su camino. Se les cataloga como aquellos que no les afecta el destino,o mejor dicho ellos hacen el suyo. El único Zero conocido es Zenkichi Hitoyoshi

- Infinity: Aquellos individuos que son capaces de manipular a otros; son las personas que ejercen su capacidad como modificador de destinos de otras personas, logrando que estas idealizen lo que ellos quieren.

- Non-Hero: Aquellas figuras históricas que influenciaron el flujo o el rumbo de nuestro presente y de los cuales ya nadie habla, los desconocidos. Su habilidad de caracteriza por la de nulificar a las demás.

## Media

### Manga
El manga Medaka Box fue escrito por Nisio Isin e ilustrado por Akira Akatsuki. Medaka Box fue serializado en la popular revista japonesa Weekly Shonen Jump, publicada por Shueisha desde mayo de 2009 hasta abril de 2013. Shueisha ha compilado sus capítulos en 22 volúmenes recopilatorios.
Esta ha tenido otra adaptación manga, una historia Sping-off realizado por los mismos autores y emitido por primera vez en el 2012, en donde se tiene por personaje principal al rival de Medaka: Misogi Kumagawa. Esta fue publicada en la JUMP NEXT! edición de Invierno del 2012 y fue titulada como: GOOD LOSER KUMAGAWA. Esta nueva serie alcanzó su final con su último capítulo C"LOSE"D en finales del 2013, contando con un total de cinco capítulos de un aproximado de 50 páginas cada uno. En España el manga es publicado por la Editorial Ivrea desde el 13 de julio de 2012 de forma mensual y actualmente sigue en curso.

### Anime
La Adaptación al anime estuvo a cargo del reconocido estudio GAINAX (conocido por joyas como Neon Genesis Evangelion, Tengenn Toppa Gurren Laggan, etc.) bajo dirección de Shōji Saeki. Esta contó con un total de 24 episodios emitidos a lo largo del 2012 en la cadena televisiva TV Tokyo, los jueves a la 1:50 a. m. En ella se animó hasta el séptimo volumen, abarcando hasta el final del Arco del Plan Matráz y dando una introducción a lo que sería el Arco de la Batalla por el Consejo Estudiantil. El anime de Medaka Box fue licenciado por Sentai Filmworks para su emisión tanto en Estados Unidos como en Canadá. El cast de voces para su distribución en América del Norte fue anunciado y la serie se emitió a lo largo de 2014.

### Videojuego
Recientemente se ha dado a conocer el nuevo juego de la revista en donde era publicada la serie, con el nombre de J-Stars Victory VS!. En ella se ha confirmado a Medaka Kurokami y Misogi Kumagawa como personajes elegibles del juego, en donde Medaka -jugable- será capaz de moverse a la velocidad de la luz y se podrá usar el Modo Dios de Guerra, mientras que Kumagawa -soporte- aturdirá y debilitará a sus oponentes con ayuda de sus tornillos. El juego ha sido confirmado para salir a la venta el 19 de marzo de 2014. Cuenta con una edición especial: ANISON SOUND EDITION, la cual incluye la banda sonora original de cada uno de los animes incluidos.

### Banda sonora

#### Temas de apertura
- Opening 01: 「HAPPY CRAZY BOX」 (Episodios: 01-12)

Interpretado por: Minami Kuribayashi
- Opening 02: 「BELIEVE」 (Episodios: 13-23)

Interpretado por: Minami Kuribayashi
- Opening 03: 「want to be winner!」 (Episodios: 24)

Interpretado por: Misogi Kumagawa (CV: Megumi Ogata)

#### Temas de cierre
- Ending 01: 「Ohanabatake ni Tsuretette」 (Episodios: 01-12)

Interpretado por: Medaka Kurokami (CV: Aki Toyosaki)
- Ending 02: 「Shugoshin PARADOX」 (Episodios: 13-24)

Interpretado por: Aki Misato

## Recepción
La serie tuvo una buena venta en su país natal, y a partir de 2011 la serie alcanzó un total de 3 millones de copias vendidas. La serie tuvo su final el 23 de abril de 2013, contando en su haber con 192 capítulos recopilados en 22 tomos.